# Príncep Imperial
Príncep de l'Imperi o Príncep Imperial, era un sobirà governant un territori dins del Sacre Imperi Romanogermànic (no només països de parla alemanya, sinó que també moltes i extenses regions veïnes) i amb dret de vot i un seient (o en una unitat de votació col·lectiva, com ara la Grafenbank) en la Dieta Imperial o el Reichstag. Els prínceps imperials tot i la seva qualificació genèrica de "prínceps" portaven diversos títols, sent els més nombrosos els comtes. Els abats i bisbes dels feus eclesiàstics imperials eren també Prínceps de l'Imperi (així Princep-Bisbe, Príncep-Arquebisne i Príncep-Abat). les abadies podien designar un monestir o un convent i per tant, a causa de la possibilitat que fos un convent, una abadia-principat era un dels pocs casos en què podia governar un titular femení, titulat Princesa-Abadessa. Els prínceps bisbes recollien generalment els títols mobiliaris seculars desapareguts, el domini dels quals havia passat als bisbes o arquebisbes.